# Christian Spang Kjeldsen
Christian Mørck Spang Kjeldsen (født 14. august 2002 i Silkeborg) er en tidligere cykelrytter fra Danmark.

## Karriere
Spang Kjeldsen begyndte at cykle hos Silkeborg IF Cykling. I 2019 blev han tilknyttet klubbens juniorhold Team Mascot Workwear.
I 2020 blev det til en samlet sjetteplads ved Nations Cup-løbet Visegrad 4 Juniors i Ungarn, og var derefter nummer 15 på verdensranglisten. Ved det norske U19 etapeløb Tour de Fjells endte han på andenpladsen ved løbets sidste etape. Samme år vandt han Uno-X Cuppen i Kolding. På grund af de gode resultater skrev han i oktober 2020 under på en étårig kontrakt med det danske UCI kontinentalhold ColoQuick Cycling. Efter ét år som kontinentalrytter, valgte Christian Kjeldsen ved udgangen af 2021 at stoppe sin aktive karriere på grund af manglende motivation. Fra 2022 til 2024 var han frivillig sportsdirektør hos Team Mascot Workwear.